# Ramlati Ali
Ramlati Ali, née le 28 mai 1961 à Pamandzi, est une femme politique française, originaire de Mayotte. Elle est maire de Pamandzi de 2008 à 2014. Élue à l'Assemblée nationale en 2017 sous l'étiquette du Parti socialiste, elle appartient au groupe La République en marche avant de voir, l'année suivante, son élection invalidée par le Conseil constitutionnel. Elle est réélue lors du scrutin partiel organisé dans la foulée.

## Biographie

### Carrière professionnelle
En 1996, elle est la première femme à devenir médecin à Mayotte. Elle prend ensuite la tête du pôle médecine, psychiatrie et rééducation du centre hospitalier de Mayotte.

### Élue locale à Mayotte
Lors des élections municipales de 2008 à Pamandzi, sa ville natale, elle conduit une liste sans étiquette qui recueille 35,02 % des suffrages exprimés au second tour, dans le cadre d'une quadrangulaire, 22 voix seulement devant celle de Souf Madi (MDM). Le conseil municipal l'élit ensuite maire.
Membre du Parti socialiste, elle se présente aux élections législatives de 2012 dans la première circonscription de Mayotte. Pendant la campagne, elle réclame la non-application du mariage homosexuel à Mayotte en raison du « mode de vie de la population mahoraise, qui est à l'opposé des valeurs défendues par cette proposition »,. Cette déclaration – qui s'inscrit dans un contexte de réticence de la France d'outre-mer envers le « mariage pour tous » – lui attire notamment les critiques de l'association Act Up-Paris. Elle obtient 7,98 % des suffrages et se voit éliminée dès le premier tour.
Après le scrutin, elle est rendue inéligible du fait de l'irrégularité de ses comptes de campagne. Cette sanction l'empêche de briguer un second mandat de maire de Pamandzi à l'occasion des élections municipales de 2014. Elle est élue présidente de la Société immobilière de Mayotte (SIM) le 24 juin 2014, par six voix contre deux,.
Candidate aux élections départementales de 2015 dans le canton de Pamandzi en binôme avec Mohamed Ali, elle obtient 41,7 % au second tour de scrutin, qui voit la victoire des candidats divers droite
Soihirat El-Hadad et Daniel Zaïdani.

### Députée française
Au premier tour des élections législatives de 2017 dans la première circonscription de Mayotte, à nouveau candidate du Parti socialiste, elle recueille 16,8 % des suffrages, au coude-à-coude avec le candidat LR, Elad Chakrina. Au soir du second tour, le 17 juin 2017, la préfecture de Mayotte annonce l'élection d'Elad Chakrina avec 12 voix d'avance. Mais le lendemain, après un recompte des voix, la victoire de Ramlati Ali est annoncée par la préfecture avec 54 voix d'avance.
Elle devient ainsi la première femme députée élue à Mayotte. Lors de ses débuts de parlementaire, elle suscite la polémique en apparaissant tête voilée à l'Assemblée nationale et sur sa photo officielle de députée. Elle répond qu'il ne s'agit pas d'un « voile » mais d'un « châle de Mahoraise » appelé « kishali » en shimaore, sans connotation religieuse.
Bien qu'élue avec le soutien du Parti socialiste, elle rejoint le groupe La République en marche et vote la confiance au gouvernement Édouard Philippe,. Elle siège à la commission des Affaires culturelles et de l'Éducation et se voit élue secrétaire de l'Assemblée nationale le 28 juin 2017. Elle est également membre de droit de la délégation aux outre-mer de l'assemblée. Pendant son mandat, elle cosigne cinq propositions de loi : deux qui portent sur des questions de compétences des collectivités territoriales, deux liées à des sujets environnementaux et une sur la promotion des symboles de l'Union européenne.
Le 19 janvier 2018, son élection comme députée est invalidée par le Conseil constitutionnel, notamment en raison de recours à « au moins 40 […] procurations litigieuses ». Elle est réélue à l'issue du second tour de l'élection législative partielle de mars 2018, avec 54,8 % des suffrages, face à Elad Chakrina. Elle rejoint à nouveau le groupe LREM.

### Poursuites pour fraude électorale
Le 13 février 2018, moins d'un mois après l'annulation de son élection de députée, elle est placée en garde à vue pour complicité de fraude électorale. Le lendemain, elle est mise en examen et placée sous contrôle judiciaire. Elle est soupçonnée de complicité d'établissement et d'utilisation de fausses procurations lors des élections législatives de 2017,. Elle nie les faits qui lui sont reprochés et ne renonce pas à se présenter à l'élection législative partielle organisée en mars,. Elle est réélue avec 54,77 % des votants.

## Détail des mandats et fonctions
- mars 2008 - mars 2014 : maire de Pamandzi
- depuis le 24 juin 2014 : présidente de la Société immobilière de Mayotte
- 21 juin 2017 - 19 janvier 2018 : députée pour la première circonscription de Mayotte
- 28 juin 2017 - 19 janvier 2018 : secrétaire de l'Assemblée nationale
- 26 mars 2018 - 21 juin 2022 : députée pour la première circonscription de Mayotte

## Décoration
- Chevalier de la Légion d'honneur